# Grenzallee (metrostation)
Grenzallee is een station van de metro van Berlijn, gelegen onder de Buschkrugallee, ter hoogte van de kruising met autosnelweg BAB 100 (de Berlijnse stadsringweg), op de grens van de stadsdelen Britz en Neukölln. Het metrostation opende op 21 december 1930 en was ruim dertig jaar het zuidoostelijke eindpunt van lijn CI, de huidige U7. Station Grenzallee, gebouwd in modernistische stijl, geniet monumentenbescherming.
Het eerste deel van de Nord-Süd-Bahn (lijn C), een noord-zuidlijn met twee takken, opende in 1923. Na een aantal verlengingen in kleine etappes bereikte de zuidoostelijke tak van de lijn, die het stadsdeel Neukölln ontsloot en de aanduiding CI droeg, in 1930 zijn volgens de toenmalige plannen definitieve eindpunt Grenzallee. Het ging daarbij om een van de laatste trajecten van de Berlijnse metro die nog voor de Tweede Wereldoorlog werden aangelegd. Na de ingebruikname van het traject Bergstraße - Grenzallee zou de metrobouw in de Duitse hoofdstad ruim twintig jaar rusten.
Voor het ontwerp van station Grenzallee tekende Alfred Grenander, destijds huisarchitect van de Berlijnse metro. Het uiterlijk van het metrostation combineert (evenals het naburige en tegelijkertijd geopende station Neukölln) elementen van de in dezelfde periode door Grenander ontworpen stations van de U5 en van de U8. Net als in de stations op de genoemde lijnen en in tegenstelling tot de oudere Nord-Süd-Bahnstations is de kenkleur, in het geval van Grenzallee mintgroen, niet beperkt tot enkele vaste elementen, maar overal in het station prominent aanwezig. De bekleding van de wanden met glanzende, felgekleurde vierkante tegels is typerend voor de oudste stations op de U8, terwijl de stalen steunpilaren op het perron net als op de U5 onbekleed zijn gelaten. Ook de lengte van het perron, 110 meter, richt zich naar de op de U5 en U8 ontwikkelde standaard; eerdere stations op de Nord-Süd-Bahn waren slechts 80 meter lang en moesten later wegens capaciteitsproblemen verlengd worden.
Aanvankelijk was aan de Sieversufer nabij station Grenzallee een werkplaats gepland, waarvoor al enkele voorbereidingen werden getroffen. Om deze reden bevindt zich ten zuiden van het metrostation een omvangrijk tunnelcomplex in twee verdiepingen, waar de (doodlopende) sporen naar de geplande werkplaats en de doorgaande sporen richting Rudow splitsen. De aanzet voor de verbinding met de nooit gerealiseerde werkplaats wordt tegenwoordig als opstelterrein voor metrotreinen gebruikt.
Tijdens de Tweede Wereldoorlog leed de metrolijn door Neukölln nauwelijks schade. Desondanks werd de dienst op de lijn op 1 april 1944 ingekort tot station Bergstraße en sloot metrostation Grenzallee voorlopig zijn deuren, omdat de metrotunnel hier werd ingericht als ondergrondse wapenfabriek. Op 25 april 1945 werd het metroverkeer in de gehele stad stilgelegd, maar minder dan een maand later, op 14 mei, was de ongeschonden Neuköllnse lijn een van de twee eerste trajecten die weer in bedrijf kwamen, al reden er aanvankelijk slechts pendeltreinen tussen Bergstraße en Hermannplatz. Nadat de wapenfabriek ontmanteld was konden de treinen vanaf 26 juli weer gaan doorrijden naar de Grenzallee.
Station Grenzallee beschikt aan beide uiteinden van het eilandperron over uitgangen die via een tussenverdieping naar de Buschkrugallee leiden. De zuidelijke toegang bevindt zich ter hoogte van de Bürgerstraße, de noordelijke bij de kruising met de Grenzallee. Het station is alleen te bereiken via trappen; voor de inbouw van een lift, waarvan uiteindelijk alle Berlijns metrostations voorzien moeten zijn, is nog geen termijn vastgesteld.